# فور نان بلاندز
فور نان بلاندز (به انگلیسی: 4 Non Blondes) نام یک گروه موسیقی پاپ/راک آمریکایی است.
اولین و تنها آلبوم آنها به نام بزرگتر، بهتر، سریع‌تر، بیشتر! که در سال ۱۹۹۲ منتشر شد برایشان شهرت جهانی به همراه آورد اما پس از این‌که لیندا پری به خاطر اختلاف سلیقه از گروه کناره‌گیری کرد، بقیه اعضا نتوانستند به فعالیت ادامه دهند و گروه از هم پاشید.

## اعضا
- کریستا هیل‌هاوس: گیتار بیس
- وندا دی: درام
- شانا هال: گیتار الکتریک
- لیندا پری: آواز و ریتم گیتار